# II Giochi del Mediterraneo
I II Giochi del Mediterraneo, seconda edizione della manifestazione, si svolsero a Barcellona, in Spagna, dal 16 al 25 luglio 1955. Anche alla seconda edizione dei Giochi presero parte nove nazioni, per un totale di 1135 atleti (tutti uomini).
Per la prima volta venne usata come simbolo dei Giochi un'anfora riempita dell'acqua del mar Mediterraneo.

## I Giochi

### Paesi partecipanti
Hanno partecipato alla competizione 9 nazioni.
- Egitto (169)
- Francia (278)
- Grecia (73)
- Libano (34)
- Italia (195)
- Malta (4)
- Monaco (14)
- Spagna (287)
- Siria (41)
- Turchia (40)

### Discipline sportive
- Atletica leggera (dettagli)
- Calcio (dettagli)
- Canottaggio (dettagli)
- Ciclismo (dettagli)
- Equitazione (dettagli)
- Ginnastica artistica (dettagli)
- Hockey su prato (dettagli)
- Hockey in-line (dettagli)
- Lotta (dettagli)
- Nuoto (dettagli)
- Pallacanestro (dettagli)
- Pallanuoto (dettagli)
- Pugilato (dettagli)
- Rugby a 15 (dettagli)
- Scherma (dettagli)
- Sollevamento pesi (dettagli)
- Tiro (dettagli)
- Tuffi (dettagli)
- Vela (dettagli)

## Medagliere
| Pos.   | Paese   | Oro | Argento | Bronzo | Totale |
| ------ | ------- | --- | ------- | ------ | ------ |
| 1      | Francia | 39  | 29      | 31     | 99     |
| 2      | Italia  | 32  | 27      | 22     | 81     |
| 3      | Spagna  | 12  | 15      | 18     | 45     |
| 4      | Egitto  | 9   | 20      | 17     | 46     |
| 5      | Turchia | 8   | 3       | 3      | 14     |
| 6      | Grecia  | 1   | 7       | 8      | 16     |
| 7      | Libano  | 1   | 1       | 4      | 6      |
| 8      | Siria   | 0   | 0       | 1      | 1      |
| Totale | Totale  | 102 | 102     | 104    | 308    |